# Bách thanh mỏ vàng
Bách thanh mỏ vàng (danh pháp hai phần: Corvinella corvina) là một loài chim thuộc chi đơn loài Corvinella trong Họ Bách thanh (Laniidae). Loài này đôi khi được gọi là bách thanh đuôi dài, nhưng điều này không được khuyến khích vì nó mời nhầm lẫn với bách thanh đuôi dài, Lanius schach, miền nam châu Á nhiệt đới.

## Mô tả
Bách thanh mỏ vàng là một cư dân chim sinh sản phổ biến ở châu Phi nhiệt đới từ Senegal đông đến Uganda và địa phương ở phía tây Kenya. Nó thường lui tới rừng và môi trường sống khác với cây.
Tổ là một cấu trúc hình cái tách làm trong bụi cây hoặc cây vào đó bốn hoặc năm đẻ trứng. Chỉ có một con mái trong một nhóm sinh sản tại một thời gian nhất định, với các thành viên khác cung cấp bảo vệ và thực phẩm.